# Castelnou (Pirenéus Orientais)
Castelnou (em catalão:  Castellnou dels Aspres ou Castellnou de Rosselló) é uma comuna francesa na região administrativa da Occitânia, no departamento dos Pirenéus Orientais. Estende-se por uma área de 19.28 km², e possui 304 habitantes, segundo o censo de 2018, com uma densidade de 16 hab/km².